# William J. Richardson
Pour les articles homonymes, voir Richardson.
Ne doit pas être confondu avec William Richardson ou William Adams Richardson.
William John Richardson, né le 2 novembre 1920 et mort le 10 décembre 2016 à Weston (Massachusetts) est un prêtre jésuite et philosophe américain.

## Biographie
Entré chez les jésuites en 1941, William J. Richardson est ordonné prêtre en 1953.
Il soutient une thèse d’agrégation à l’université catholique de Louvain, publiée sous le titre Heidegger : Through Phenomenology to Thought (Phaenomenologica 13, M. Nijhoff, La Haye, 1963). Celle-ci est l’un des premiers livres importants sur l’œuvre de Martin Heidegger dans le monde anglophone.
La notoriété de l’ouvrage est également à mettre au compte de la préface rédigée par Martin Heidegger (« Mon chemin de pensée et la phénoménologie »), dans laquelle celui-ci revient sur son parcours philosophique.
Outre son activité d’enseignement de la philosophie (au Boston College depuis 1981), Richardson mène une activité de psychanalyste.

## Œuvres
- (en) Heidegger: Through Phenomenology to Thought (préface de Martin Heidegger), Fourth Edition, Fordham University Press, New York, 2003.
- (en) (avec John P. Muller) Lacan and language: A reader's guide to Écrits, International Universities Press, New York, 1982 (adaptation française Ouvrir les Ecrits de Jacques Lacan, Erès, Toulouse, 1987)